# Narosana agbaja
Narosana agbaja är en fjärilsart som beskrevs av George Thomas Bethune-Baker 1915. Narosana agbaja ingår i släktet Narosana och familjen snigelspinnare. Inga underarter finns listade i Catalogue of Life.